# Abiy Addi
Abiy Addi – miasto w Etiopii, w regionie Tigraj.